# Augusto (metropolitana di Napoli)
Augusto è una stazione della linea 6 della metropolitana di Napoli.

## Storia
Con Lala e Mergellina, è una delle tre stazioni costruite nel 1990 in vista dei mondiali di Italia '90 per la mai attivata Linea Tranviaria Rapida. Nei piani originari avrebbe dovuto ricevere la denominazione Politecnico, data la vicinanza al Politecnico d'Ingegneria della Federico II.
Rimasta a lungo chiusa e abbandonata, fu ristrutturata e riallestita tra il 2004 e il 2005, in vista dell'apertura della linea, trasformata nel frattempo in metropolitana leggera nell'ambito del progetto della linea 6. 
In prossimità della stazione, nel 2005, furono estratte le sei elettromotrici della Linea Tranviaria Rapida, tombate da quindici anni, per il successivo revamping volto a trasformarle nei convogli della nuova metropolitana.
Entrò in servizio, in concomitanza con l'attivazione della linea tra Mostra e Mergellina, il 4 febbraio 2007. 
Nel 2013, a causa della sospensione del servizio in vista dell'ultimazione del tracciato fino a  Municipio, fu nuovamente chiusa. Fu riattivata il 17 luglio 2024, contestualmente alla riapertura della linea.

## Strutture e impianti
Organica al circuito delle stazioni dell'arte, ospita opere di Botto & Bruno, Maria Cristina Crespo, Matteo Freterno, Luisa Rabbia, Carmine Rezzuti, Franco Scognamiglio.
La stazione presenta due binari passanti e altrettante banchine laterali, posti a 15 metri di profondità sotto viale Augusto, una delle principali arterie del quartiere Fuorigrotta. 
Realizzata inizialmente come stazione metrotranviaria, non presenta un piano mezzanino sotterraneo. La configurazione originaria prevedeva che gli ingressi introducessero direttamente alle rispettive banchine. 
In seguito alla trasformazione della linea in metropolitana si è provveduto, in occasione dell'ammodernamento del 2004-2005, alla realizzazione di un padiglione, in prossimità dell'intersezione tra viale Augusto e via Sebastiano Veniero, che potesse assolvere alla funzione di atrio e ospitare i tornelli e la postazione di controllo. La struttura, con copertura a sezione di cerchio, si affaccia, con un filare di pilastri circolari, sull'area verde antistante; da tale accesso è possibile raggiungere la banchina direzione Municipio.
Sul marciapiede opposto lungo viale Augusto è presente un secondo ingresso che introduce ad una coppia di corridoi collegati direttamente alla banchina direzione Mostra.

## Galleria d'immagini

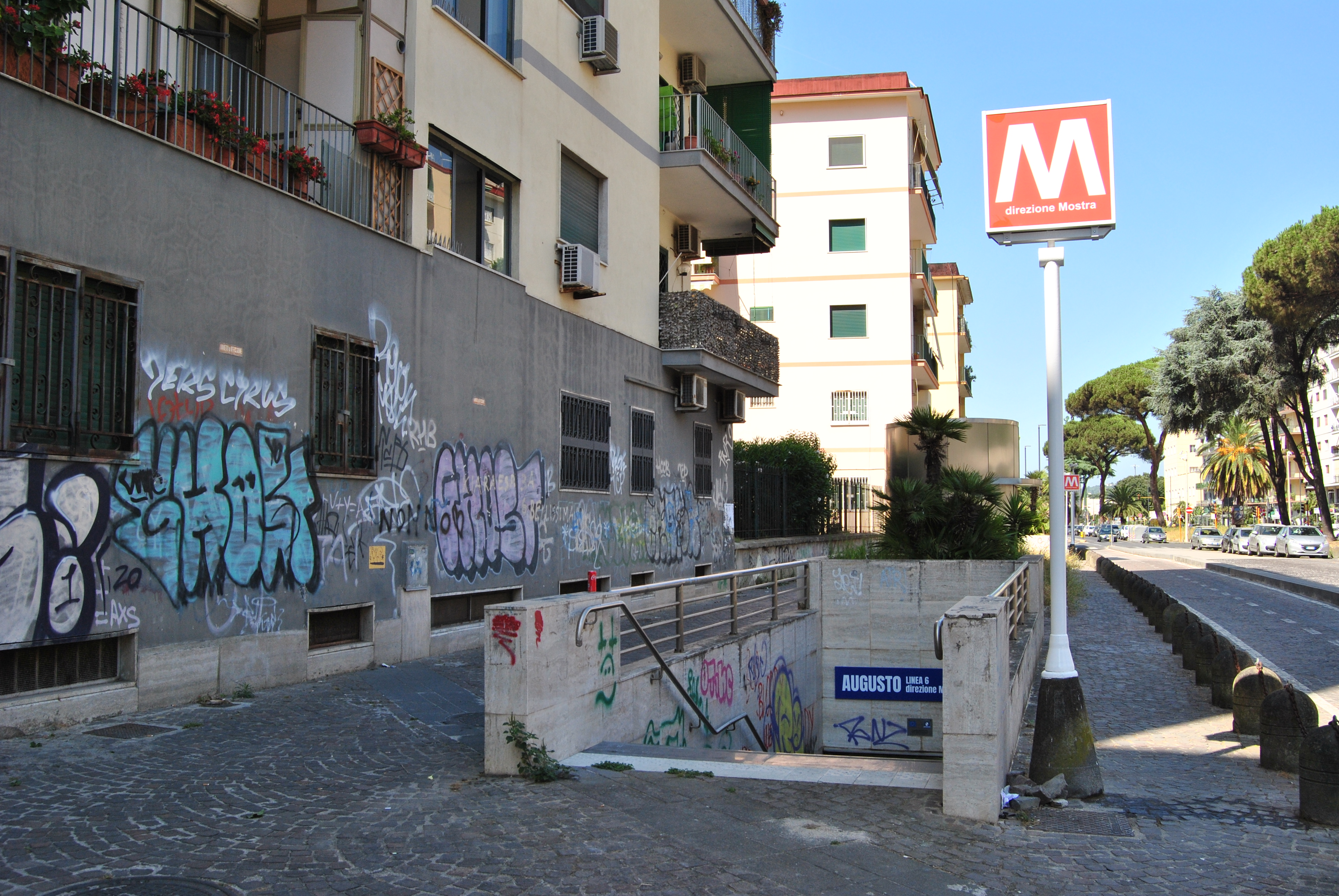
L'ingresso su viale Augusto
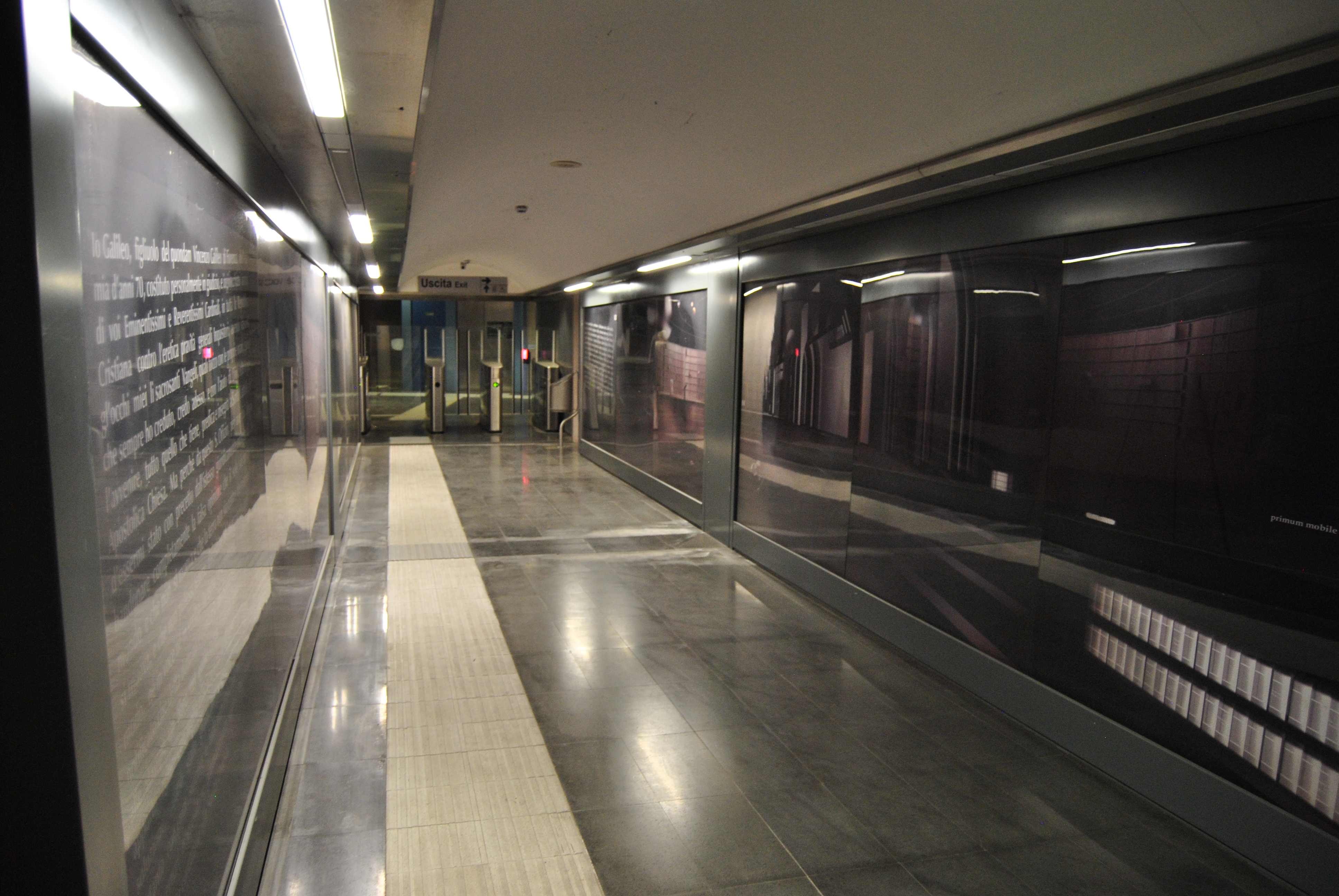
Il corridoio con l'opera di Franco Scognamiglio dedicata a Galileo Galilei
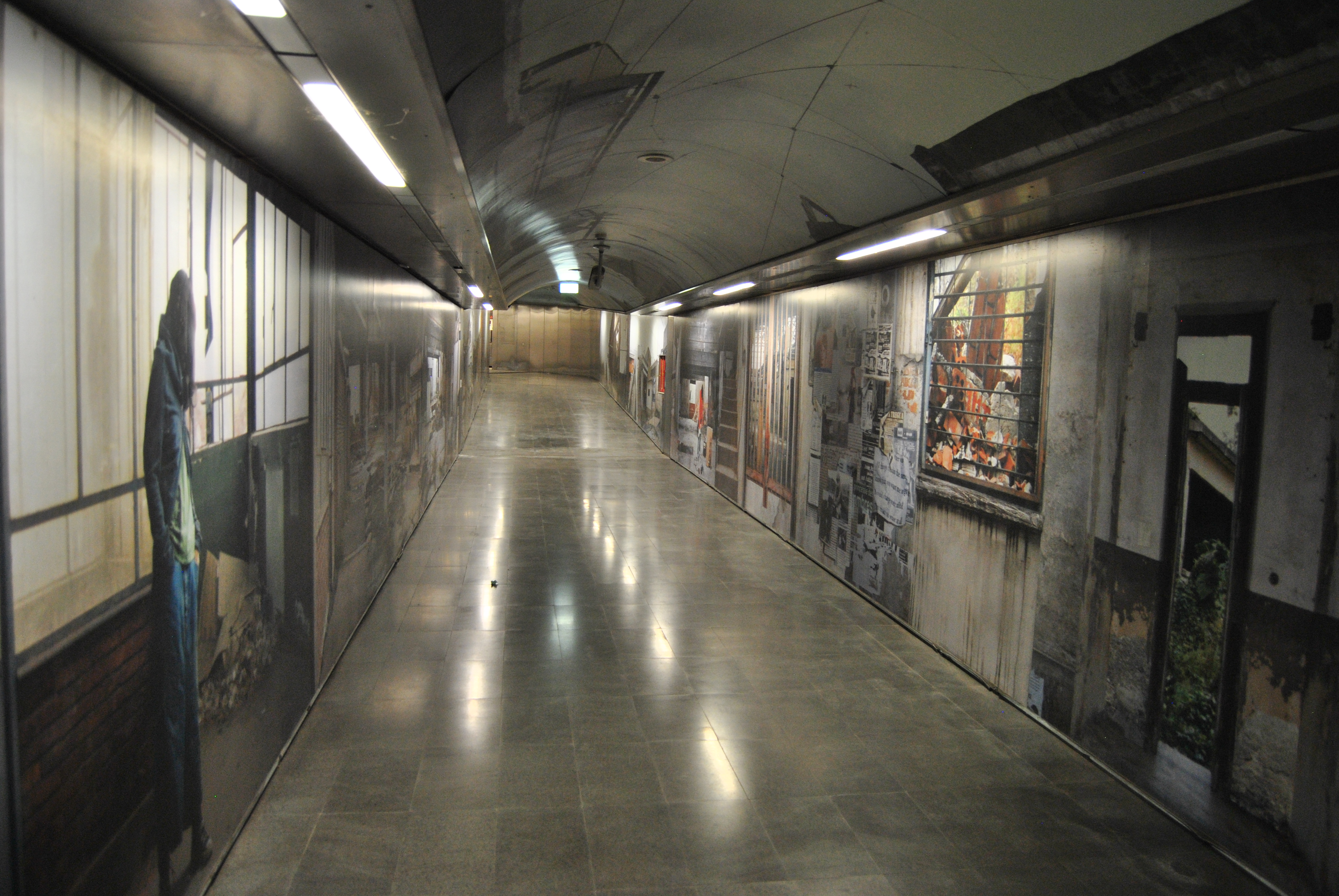
Il corrodio con l'installazione di Botto&Bruno dedicata al tema dell'emarginazione
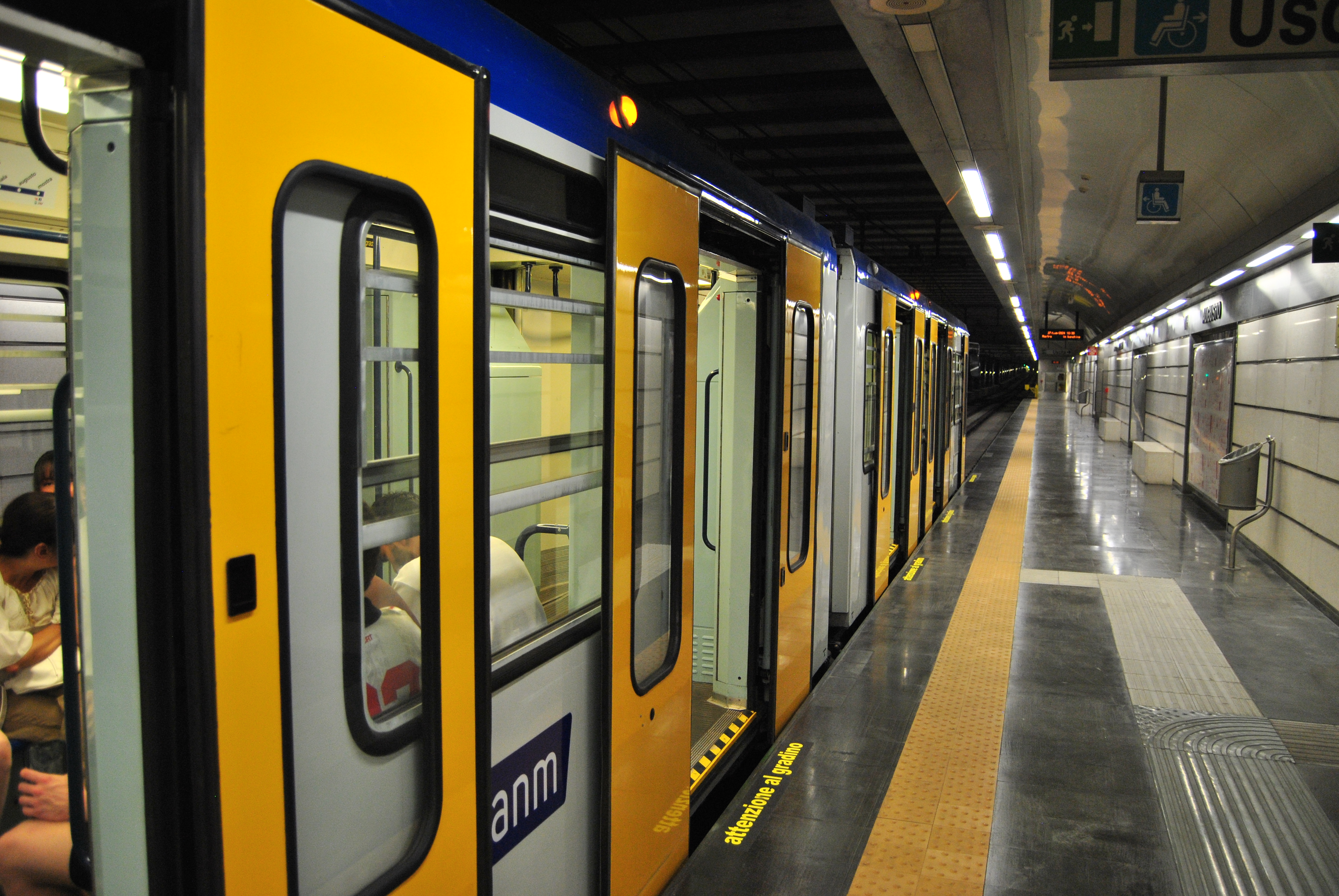
Treno in sosta in corrispondenza della banchina in direzione Mostra

## Servizi
La stazione dispone di:
- Biglietteria automatica
- Ascensori
- Stazione video sorvegliata

## Interscambi
- Fermata autobus ANM ed EAV

## Nella cultura di massa
Nel 1992 il cantautore napoletano Edoardo Bennato pubblicò, con lo pseudonimo Joe Sarnataro, il brano intitolato Sotto Viale Augusto che ce sta, dedicato alla vicenda della stazione e, più in generale, della Linea Tranviaria Rapida, parzialmente realizzata e mai attivata, nonostante il disturbo arrecato alla popolazione a causa degli ingombranti e rumorosi cantieri allestiti nel quartiere di Fuorigrotta.